# Sukumové
Sukumové nebo také Wasukuma jsou příslušníci bantuského etnika obývajícího severozápadní část Tanzanie. Je jich okolo 8,9 milionu a jsou nejpočetnější národnostní skupinou v zemi. Jejich sousedy a nejbližšími příbuznými jsou Ňamweziové. Vyznávají animismus, křesťanství a v menší míře také islám. Název Sukuma znamená v bantuských jazycích „severní lidé“.
Sukumové obývají rovinaté savany okolo Viktoriina jezera, jejich střediskem je město Mwanza, kde se nachází muzeum sukumské kultury. Věnují se převážně zemědělství, hlavními plodinami jsou kukuřice, čirok a bavlník. Značný význam má i chov hovězího dobytka, na obranu proti zlodějům stád vytvářejí vesnické komunity domobranu zvanou Sungusungu. Sukumská společnost je uspořádána do matrilineárních klanů, obvyklým jevem je polygamie.